# Musslor
Musslor (Bivalvia) är en klass i djurstammen blötdjur och tillhör därmed också treskiktsdjuren. Musslor lever i vatten och de allra flesta livnär sig som filtrerare. Djurgruppen fanns redan för 560 miljoner år sedan. Musslor lever alltid i vatten och finns i både havs- och sötvattensmiljö. 
Det vetenskapliga namnet är det latinska ordet för lyftdörrar.

## Kännetecken
Musslor är bilateralt symmetriska och saknar särskilt huvud. Musslor har ett tvådelat skal av kalk som skyddar kroppen mer eller mindre väl. Skalets halvor är på ryggsidan rörligt förenade med varandra. Skalet sluts genom särskilda muskler som går tvärs genom musslans kropp från skal till skal och med utskott vid skalens kant som har samma funktion som ett gångjärn. Det öppnas passivt genom ett elastiskt band som utgör skalens förening på ryggsidan. När de förut nämnda musklerna avspänns, öppnas skalen under inflytande av bandet. Ofta är de skalkanter som gränsar till bandet försedda med utskott som griper in mellan varandra. Det händer att skal från till exempel kammusslor kallas "snäckskal"; detta är dock oriktigt, då snäckor är andra blötdjur.
Innanför skalet ligger två mantelflikar som fullständigt omger hela djuret. Hos många musslor sammanväxer de undre mantelkanterna med varandra, så att endast en springa lämnas för att sträcka ut foten. För att få tillräckligt med syre har musslor gälar. De ligger mellan mantelflikarna och bildar vanligen två blad på varje sida av kroppen. Foten är hos flera arter sammantryckt och tjänar som ställflyttningsorgan, varmed musslan långsamt kan krypa omkring. Hos andra är den böjd och i detta fall kan djuret kasta sig fram genom fotens rörelser. Det finns också arter där foten är förkrympt eller saknas, till exempel hos ostronen.
Nervsystemet utgörs av tre ganglier som är skilda långt från varandra. Endast hos få musslor finns punktformiga ögon. Dessa ligger vanligen i mantelkanten och finns i stort antal. Som känselorgan tjänstgör dels hudflikar vid munnen, dels tentakellika utskott i mantelkanten. Ibland bildas det av en körtel på foten en del hornartade trådar, byssus, genom vilka djuret fäster sig vid föremål i vattnet.
Den största musslan är Tridacna gigas som kan väga 250 kg. Skalens diameter kan vara en meter.

## Ekologi
De flesta musslor är skildkönade och har en livscykel som innefattar en växling mellan ett frilevande larvstadium och ett fastsittande vuxenstadium. Andra musslor är hermafroditer och några av klassens medlemmar kan byta kön under livet. Larverna lever ofta som parasiter på fiskar. De har små hakor och håller sig fast i fiskens gälöppning. I fiskens vävnad bildas en cysta som skyddar larven.
Födan består mest av plankton som sugs in. Larven har, liksom hos snäckor, ett segel besatt med cilier, som tjänstgör som rörelseorgan. Som vuxna djur sitter de huvudsakligen fast på klippor, stenar eller på havsbotten. Vissa arter kan förflytta sig genom att blixtsnabbt pressa ihop skalen varvid vattnet i musslan trycks ut i en stråle som ger en reaktionskraft.

## Pärlor
Det finns en stor mängd olika arter av musslor och bara ett fåtal kan producera pärlor. Musslan består av ett hårt yttre skal, ett inre skal med fint skimmer, en mantelvävnad och en mjukdel. I ytterdelen av mantelvävnaden produceras ett pärlsekret som kallas pärlsubstans. Det inre skalet blir kraftigare ju äldre musslan blir. Detta sker för att musslan skall kunna försvara sig mot andra marina djur. Mantelvävnaden är det väsentliga för att äkta och odlade pärlor ska kunna uppstå.

## Musslor som föda
Musslor utgör en viktig näringskälla för havsfåglar, utter och större kräftdjur, främst krabba. Musslor är även en viktig näringskälla för människor på många håll i världen och ingår i många maträtter.
I flera stater odlas musslor i särskilda anläggningar. För den årliga musselköttproduktionen registrerades i början av 2000-talet i Spanien 16 000 ton, i Italien 30 000 ton, i Frankrike 17 000 ton och i Tyskland 14 000 ton.
Giftiga musslor uppstår när de äter giftiga alger. Det sker främst vid höga temperaturer i samband med övergödning.

## Systematik

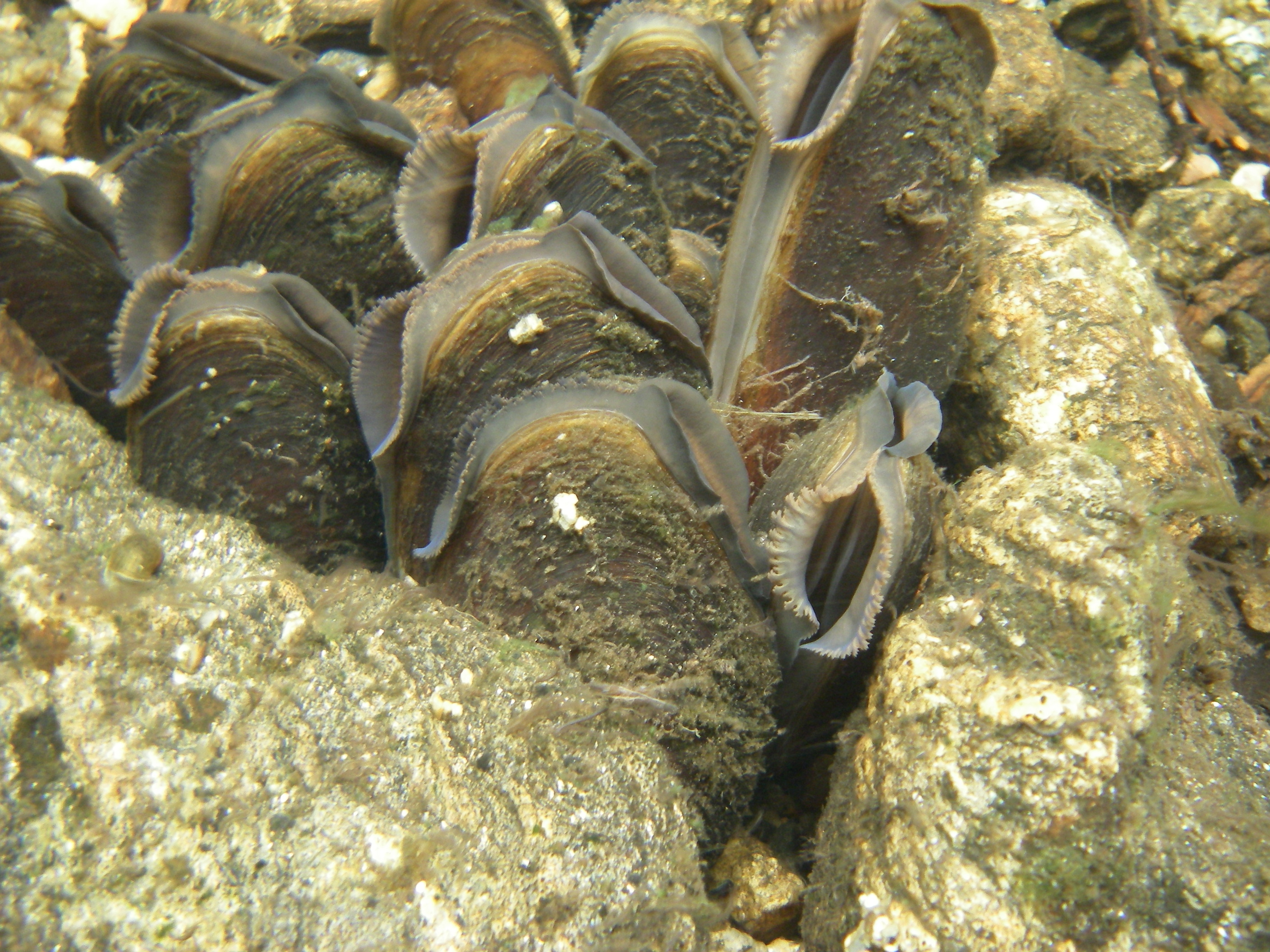
Flodpärlmusslor från Västernorrland.

### Familjer och arter i urval
- Flodpärlmusslor (Margaritiferidae)
  - Flodpärlmussla (Margaritifera margaritifera)
- Målarmusslor (Unionidae)
  - Äkta målarmussla (Unio pictorum)
  - Spetsig målarmussla (Unio tumidus)
  - Tjockskalig målarmussla (Unio crassus)
- Dammusslor (Anodonta)
  - Allmän dammussla (Anodonta anatina)
  - Större dammussla (Anodonta cygnea)
  - Flat dammussla (Pseudanodonta complanata)
- Klotmusslor (Sphaeriidae)
  - Allmän klotmussla (Sphaerium corneum)
  - Mindre klotmussla (Sphaerium nucleus)
  - Nordlig klotmussla (Sphaerium nitidum)
  - Huvmussla (Musculium lacustre)
  - Stor ärtmussla (Pisidium amnicum)
  - Östlig ärtmussla (Pisidium dilatatum)
  - Allmän ärtmussla (Pisidium casertanum)
  - Kärrärtmussla (Pisidium personatum)
  - Bukig ärtmussla (Pisidium globulare)
  - Trubbig ärtmussla (Pisidium obtusale)
  - Lappländsk ärtmussla (Pisidium hinzi)
  - Flodärtmussla (Pisidium henslowianum)
  - Trekantig ärtmussla (Pisidium supinum)
  - Rund ärtmussla (Pisidium lilljeborgi)
  - Nordlig ärtmussla (Pisidium waldeni)
  - Glatt ärtmussla (Pisidium hibernicum)
  - Glänsande ärtmussla (Pisidium nitidum)
  - Platt ärtmussla (Pisidium pseudosphaerium)
  - Kantig ärtmussla (Pisidium milium )
  - Sned ärtmussla (Pisidium subtruncatum)
  - Bäckärtmussla (Pisidium pulchellum)
  - Sjöärtmussla (Pisidium conventus)
  - Dvärgärtmussla (Pisidium tenuilineatum)
  - Mindre ärtmussla (Pisidium moitessierianum)
- Vandrarmusslor (Dreissenidae)
  - Vandrarmussla (Dreissena polymorpha)
- Blåmusslor (Mytilidae)
  - Blåmussla (Mytilus Edulis)
  - Hästmussla (Modiolus modiolus)
- Kammusslor (Pectinidae)

## Musslor i Sverige
I Sverige finns cirka 140 arter havslevande arter och 32 sötvattenslevande musslor. Av de senare tillhör de flesta gruppen klot- och ärtmusslor (Sphaeriidae) vilka är mycket små. Åtta arter är större och brukar därför refereras till som stormusslor, men de är inte närbesläktade, utan gruppen är polyfyletisk.

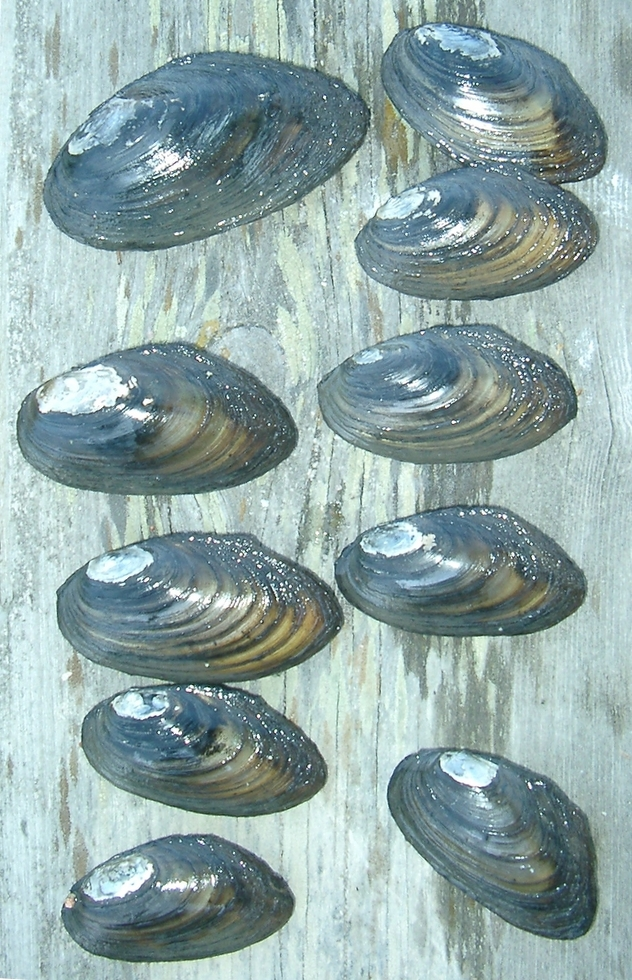
Flat dammussla från Fyrisån

### De åtta större sötvattensmusslorna i Sverige
Dammusslor
- Större dammussla (Anodonta cygnea)
- Allmän dammussla (Anodonta anatina)
- Flat dammussla (Pseudanodonta complanata)  Missgynnad (NT)

Målarmusslor
- Spetsig målarmussla (Unio tumidus)
- Äkta målarmussla (Unio pictorum)
- Tjockskalig målarmussla (Unio crassus) Starkt hotad (EN)

Övriga släkten
- Flodpärlmussla (Margaritifera margaritifera) Sårbar (VU)
- Vandrarmussla (Dreissena polymorpha)